# صندوق الثروة السيادية التركية
صندوق الثروة السيادية التركي (TWF) (بالتركية: Türkiye Varlık Fonu، TVF ) هو صندوق ثروة سيادي بقيمة 33 مليار دولار  تأسس في أغسطس 2016 مملوك من قبل حكومة تركيا. يعمل الصندوق وفق «خطة الاستثمار الاستراتيجية» التي وافق عليها مجلس الوزراء. تكون الشركات والأصول المملوكة سابقًا لمؤسسات الدولة مؤهلة للتحويل إلى الصندوق ويمكن إنشاء الصناديق الفرعية إذا رأت ذلك مناسبًا.

## تاريخ
تأسست الصندوق رسميًا في 26 أغسطس 2016. وفقًا للقانون المنشور تم تعيين رئيس مجلس الإدارة والرئيس التنفيذي وأعضاء مجلس الإدارة من قبل رئيس الوزراء. وفي نوفمبر 2016 عين رئيس الوزراء بن علي يلدريم أعضاء مجلس الإدارة ومحمد بستان كرئيس تنفيذي.
في 6 فبراير 2017، أعلن أن بنك زيرات، وشركة تركسات وشركة بوتاس، والبريد التركي، وبورصة إسطنبول، ومؤسسة البترول التركية، وشركة الاتصالات التركية تورك تيليكوم (6,68٪)، وشركة Eti Maden İşletmeleri ، وشركة تشايكور، كلهم تم تسليمهم إلى الصندوق. بالإضافة إلى هذه الشركات تم تحويل 3 مليارات ليرة بقيمة صندوق دعم صناعة الدفاع (بالتركية: Savunma Sanayii Destekleme Fonu) إلى الصندوق لمدة 3 أشهر.
الصندوق يملك أيضا العديد من الأراضي في عديد من المدن منها أنطاليا، أيدين، اسطنبول، اسبرطة، ازمير، قيصري وموغلا، والتي كانت مملوكة لوزارة الخزانة من تركيا. كما تم تسليم حصص خزانة الخطوط الجوية التركية (49,12٪) وبنك خلق (51,11٪) إلى الصندوق.

### 2018
بعد الاستفتاء على الدستور التركي عام 2017 ، ألغيت رئاسة الوزراء التركية. وفقًا لهذا التغيير، تم تغيير قانون الصندوق للسماح لرئيس تركيا بأن يصبح رئيسًا لـصصندوق وتعيين الرئيس التنفيذي ونائب رئيس مجلس الإدارة وأعضاء مجلس الإدارة من قبله. في 12 سبتمبر أصبح الرئيس أردوغان رئيسًا للصندوق. كما عين ظافر سونميز الذي كان يعمل سابقًا في شركة الاستثمار الحكومية الماليزية الخزانة الوطنية من سبتمبر 2012 حتى سبتمبر 2018، كنائب أول للرئيس ورئيس. وتم تعيين صهر أردوغان بيرات البيرق نائبا له في مجلس إدارة صندوق الثروة السيادي.

### 2020
في 18 يونيو 2020، وافق الصندوق على الاستحواذ على 26.2٪ من أسهم شركة تركسل من شركة تلياسونيرا وEti Mine Works مقابل 1.801 مليون دولار أمريكي، بما في ذلك 196 مليون دولار أمريكي إلى تلياسونيراو 1.605 مليون دولار أمريكي قرض من بنك زراعات.
في 22 سبتمبر 2020 بعد التعديلات على النظام الأساسي، حصل الصندوق على الحق في تعيين خمسة من تسعة أعضاء في مجلس إدارة تركسل.
في 26 نوفمبر 2020، أعلن الصندوق عن بيع 10٪ من حصص بورصة إسطنبول إلى جهاز قطر للاستثمار الذي تم الاستحواذ عليه سابقًا من البنك الأوروبي لإعادة الإعمار والتنمية  وفي اليوم التالي أعلن نائب رئيس مجلس الإدارة البيرق استقالته والذي استقال سابقًا من وزارة المالية.

## الإدارة
| رئيس مجلس الإدارة والرئيس التنفيذى                               | رئيس مجلس الإدارة والرئيس التنفيذى          | رئيس مجلس الإدارة والرئيس التنفيذى |
| ---------------------------------------------------------------- | ------------------------------------------- | ---------------------------------- |
| محمد بستان(2 تشرين الثاني (نوفمبر) 2016 - 8 أيلول (سبتمبر) 2017) |                                             |                                    |
| حميت كراداغ(8 سبتمبر 2017 - 12 سبتمبر 2018)                      |                                             |                                    |
| رئيس                                                             | نائب رئيس مجلس الإدارة                      | المدير التنفيذي                    |
| رجب طيب أردوغان(١٢ سبتمبر ٢٠١٨-)                                 | بيرات البيرق(١٢ سبتمبر ٢٠١٨-٢٧ نوفمبر ٢٠٢٠) | ظافر سونميز (١٢ سبتمبر ٢٠١٨-)      |
| رجب طيب أردوغان(١٢ سبتمبر ٢٠١٨-)                                 | شاغر(27 نوفمبر 2020 - 31 يناير 2021)        | ظافر سونميز (١٢ سبتمبر ٢٠١٨-)      |
| رجب طيب أردوغان(١٢ سبتمبر ٢٠١٨-)                                 | عريشة اركان (31 يناير 2021-)                | ظافر سونميز (١٢ سبتمبر ٢٠١٨-)      |

## الشركات التابعة للصندوق
| شركة                                 | حصة    | حقوق الملكية (مليار ليرة تركية) |
| ------------------------------------ | ------ | ------------------------------- |
| بورصة اسطنبول                        | 80.6٪  |                                 |
| شركة بوتاس                           | 100٪   |                                 |
| تشايكور                              | 100٪   |                                 |
| ايتي مادن                            | 100٪   |                                 |
| بنك خلق                              | 75.3٪  | 11.5 (2012)                     |
| ميناء إزمير                          | 100٪   |                                 |
| قيصري شيكر                           | 11.1٪  |                                 |
| البريد التركي                        | 100٪   |                                 |
| مؤسسة البترول التركية                | 100٪   | 21.529 (2016)                   |
| شركة الاتصالات التركية - تورك تليكوم | 6.68٪  | 26.874 (2016)                   |
| تركسل                                | 26.2٪  |                                 |
| تركسات                               | 100٪   | 2.697 (2017)                    |
| الخطوط الجوية التركية                | 49.12٪ | 73.129 (2018)                   |
| Türkiye Denizcilik İşletmeleri (tr)  | 49٪    |                                 |
| Türkiye Sigorta                      | 81.1٪  |                                 |
| Türkiye Hayat ve Emeklilik           | 100٪   |                                 |
| TWF Energy                           | 100٪   |                                 |
| TWF Refinery and Petrochemical       | 100٪   |                                 |
| TWF Mining                           | 100٪   |                                 |
| فاكيف بنك                            | 36٪    |                                 |
| مصرف زراعات                          | 100٪   | 13.540 (2011)                   |